# مرلي فيلد
مرلي فيلد (بالإنجليزية: Merle Feld)‏ (18 أكتوبر 1947، بروكلين في الولايات المتحدة)؛ مؤلِّفة، كاتِبة مسرحية وشاعرة أمريكية.